# Collection LC
La collection LC est une collection de mobilier à base de tubes métalliques constituée à l'origine (1927) de quelques pièces par Charlotte Perriand puis étendue et signée « Le Corbusier, Charlotte Perriand et Pierre Jeanneret » en 1928 après que celle-ci a intégré l'agence des deux cousins. Certaines pièces sont éditées à partir de 1928 par Thonet, puis également partir de 1932 par la société suisse Embru. À partir de 1959, le mobilier est réédité en collaboration avec Heidi Weber, et, depuis 1964, Cassina est l'éditeur exclusif,,. Conceptrice de cette collection, Charlotte Perriand quitte Le Corbusier et Pierre Jeanneret en 1937, puis abandonne les créations utilisant des tubes métalliques pour s'orienter vers l'usage du bois.
La dénomination “LC#“ n'est pas la dénomination d'origine de ces pièces de mobilier : à partir de 1959, la galeriste et collectionneuse d'art Heidi Weber a remis à la mode et ré-édité les pièces iconiques du mobilier du Corbusier ; c'est à partir de ces éditions que ce mobilier a été renommé sous la forme “LC#“ (initiales de Le Corbusier), mais les références d'alors ne sont pas les références actuelles. En 1964, l’entreprise Italienne Cassina devient l’éditeur exclusif du mobilier Le Corbusier, et applique la dénomination actuelle LC1, LC2, LC3, LC4, etc..
Pour prendre l'un des exemples les plus célèbres de ce mobilier, le projet initial de la Chaise longue LC4 fut tout d'abord surnommé La machine à repos, puis Chaise longue à réglage continu, puis Chaise longue modèle B 306 dans sa première édition par Thonet, Chaise longue n°2072 dans l'édition suisse de la société Embru à partir de 1932, Chaise longue LC104 dans sa réédition de 1959, puis, enfin, Chaise longue LC4 à partir de 1964 et l'édition Cassina.

## Éléments de la collection

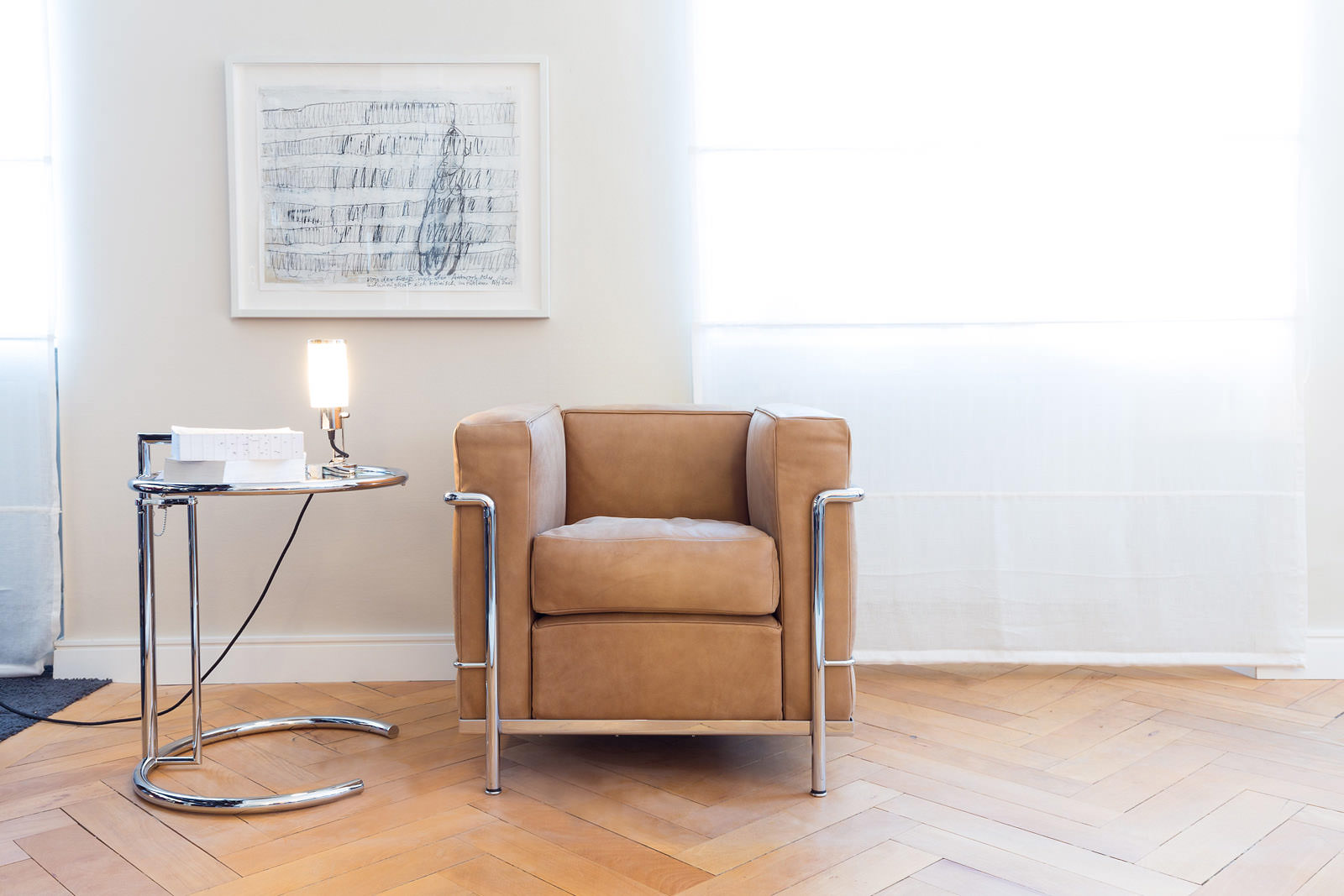
Fauteuil LC2.

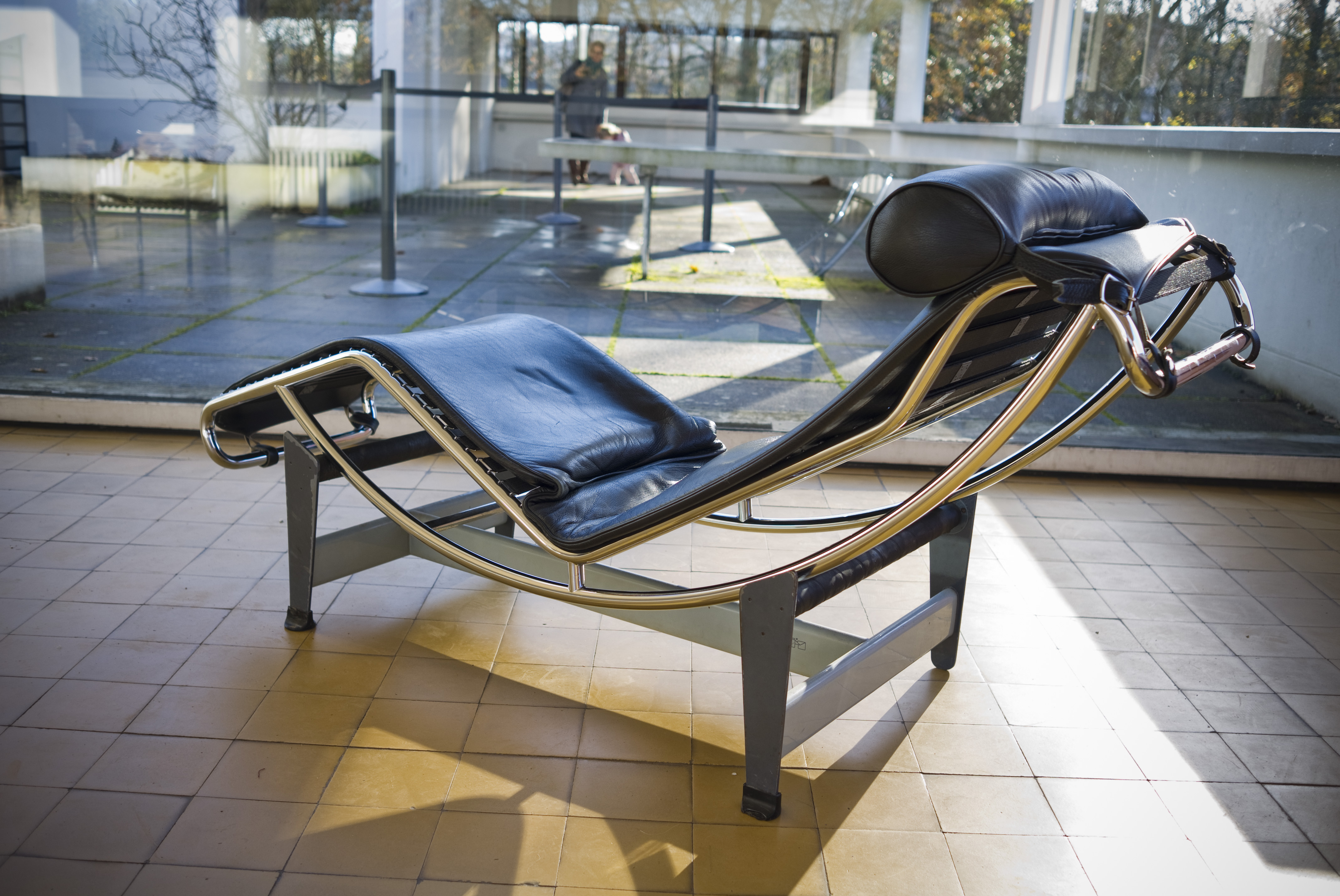
Chaise longue LC4.

- LC1 - fauteuil à dossier basculant
- LC2 - fauteuil Grand Confort, petit modèle
- LC3 - fauteuil Grand Confort, grand modèle
- LC4 - Chaise longue à réglage continu
- LC5 - Canapé
- LC6 - Table tube d'avion
- LC7 - Siège tournant, fauteuil
- LC8 - Siège tournant, tabouret
- LC9 - Siège salle de bains
- LC10 - Table extensible (1927) composée de pieds en acier chromé, d'un cadre métallique recevant le plateau coulissant s'enroulant sur un mécanisme à roulement à billes, ainsi que de lattes en bois recouvertes en noir de caoutchouc. Exposée en 1927 en même temps que le siège LC7 au Salon d'automne, elle est également présente l'année suivante au Salon des artistes décorateurs sous la signature exclusive de Charlotte Perriand. La table est destinée à recevoir cinq à onze convives. La table fabriquée par Jean Labadie artisan serrurier n'est jamais éditée, bien qu'un second exemplaire plus évolué soit fabriqué par l'entreprise Thonet en 1930[11]
- LC11 - Table pied corolle
- LC - Casier standard
- LC12 - Table La Roche
- LC14 - Tabouret Cabanon / Tabouret Maison du Brésil
- LC15 - Table de conférence
- LC16 - Table de travail avec rayonnages
- LC17 - Portemanteau
- LC19 - table Esprit nouveau